# رسن (مقدونیه)
شهر رسن (به مقدونی: Ресен) با جمعیت  ۱۶٫۸۲۵   نفر  در استان پلاگونیا کشور جمهوری مقدونیه واقع شده‌است.